# Зая
За́я (болг. Зая) — село в Габровській області Болгарії. Входить до складу общини Дряново.

## Населення
За даними перепису населення 2011 року у селі проживали 55 осіб.
Національний склад населення села:
| Національність   | Кількість осіб | Відсоток |
| ---------------- | -------------- | -------- |
| болгари          | 41             | 77,4%    |
| турки            | 5              | 9,4%     |
| цигани           | 0              | 0%       |
| інша             | 7              | 13,2%    |
| не визначились   | 0              | 0%       |
| Всього відповіли | 53             |          |

Розподіл населення за віком у 2011 році:
Динаміка населення: